# Fatiha Alabau
Vous êtes invité à donner votre avis sur cette page de discussion, de manière argumentée en vous aidant notamment des critères d’admissibilité ou en présentant des sources extérieures et sérieuses.  
Après avoir apposé le modèle {{Admissibilité}} sur une page, suivez les étapes expliquées sur Wikipédia:Débat d'admissibilité/Aide :
| 1. | Créez la page de débat d'admissibilité.                                                                      | Sauvegardez d’abord la page pour l’initialiser puis indiquez votre motivation.       |
| 2. | Important : ajoutez une entrée dans la section Débat d'admissibilité du jour.                                | Utilisez ce texte : *{{L\|Fatiha Alabau}}                                            |
| 3. | Pensez à informer les contributeurs principaux de la page et les projets associés lorsque cela est possible. | Utilisez ce texte : {{subst:Avertissement débat d'admissibilité\|Fatiha Alabau}}~~~~ |

Fatiha Alabau-Boussouira est une mathématicienne française (née en 1961) spécialisée dans la théorie du contrôle des équations aux dérivées partielles. Elle est affiliée au Laboratoire Jacques-Louis Lions de Sorbonne Université en tant que membre externe, professeur à l'Université de Lorraine dans le département de mathématiques du campus de Metz et ancienne présidente de la Société de Mathématiques Appliquées et Industrielles, une société française de mathématiques appliquées.

## Éducation et carrière
Alabau est née le 27 août 1961 à Montmorency, Val-d'Oise. Elle a obtenu un diplôme d'études approfondies en analyse numérique en 1984 à l'Université Pierre et Marie Curie, où elle a également soutenu sa thèse de doctorat en 1987 sous la direction de Roland Glowinski,.
Après un postdoctorat en tant que professeur assistant invité à l'Arizona State University, elle devient maîtresse de conférences à l'Université Bordeaux 1 en 1988, et y obtient une habilitation à diriger des recherches en 1996. Elle devient professeur à l'Université Louis Pasteur en 1997, puis à l'Université Paul Verlaine – Metz (qui changera de nom pour devenir plus tard université de Lorraine) en 1999.

## Service et reconnaissance
Alabau a été présidente de la Société de Mathématiques Appliquées et Industrielles de 2014 à 2017. Dans ce cadre, elle a encouragé un développement de la formation en mathématiques. Elle a notamment interpellé, dans le journal Le Monde, les candidats à l'élection présidentielle de 2017 en France, au sujet de l'acquisition d'un socle scientifique de base et des crédits alloués à la recherche.